# Fin Baxter
Pour les articles homonymes, voir Baxter.
Pas d'image ? Cliquez ici

a Compétitions nationales et continentales officielles uniquement.

b Matchs officiels uniquement.
Dernière mise à jour le 9 juin 2024.
Fin Baxter, né le 12 février 2002 à Londres (Angleterre), est un joueur anglais de rugby à XV jouant au poste de pilier gauche aux Harlequins en Premiership depuis 2020.

## Biographie

### Jeunesse et formation
Fin Baxter naît le 12 février 2002 à Londres, en Angleterre et grandit à Cobham (Surrey). Il commence à jouer au rugby à XV à Cobham à l'âge de cinq ans et y reste jusqu'en junior. Il commence ce sport au poste de troisième ligne centre, avant d'être repositionné en première ligne à treize ans quand il rejoint les Harlequins. Il joue à la fois au poste de pilier gauche et droit durant sa formation.
Durant sa jeunesse, en parallèle du rugby, il joue au football et pratique le judo.

### Carrière en club
En décembre 2020, Fin Baxter joue le premier match de sa carrière lors de la deuxième journée de Coupe d'Europe contre le Racing 92 lorsqu'il entre en jeu à la place de Wilco Louw dans une défaite 7-49,. Quelques mois plus tard, en juin, il fait ses débuts en Premiership lors de la 21e journée face aux Sale Sharks. En fin de saison, il ne participe pas à la finale de championnat remportée par son équipe 38-40,. Il est tout de même sacré Champion d'Angleterre pour sa première saison.
Aux côtés de son coéquipier Joe Marler et de son entraîneur Adam Jones, il progresse chaque saison et joue de plus en plus jusqu'en 2022-2023 où il s'impose dans la rotation au poste de pilier gauche, jouant vingt-et-un matchs toutes compétitions confondues,. Il est notamment élu Homme du match, à seulement 20 ans, lors d'une victoire en Champions Cup face au Racing 92. Durant cette saison, il est également prêté aux London Scottish en Championship, en double licence.
Durant la saison 2023-2024, il joue au total vingt-six matchs pour quinze titularisations et inscrit un essai. Cette saison, les Harlequins ne se qualifient pas pour les phases finales de la Premiership. Cependant, le club se qualifie jusqu'en demi-finale de Champions Cup, où il est éliminés par le Stade toulousain, après une défaite 38-26. À la fin de cette saison, il est nommé dans l'équipe type de Premiership.

### Carrière internationale
En 2019, Fin Baxter est sélectionné en équipe d'Angleterre des moins de 18 ans et est désigné capitaine de l'équipe.
Deux ans plus tard, en 2021, il est appelé en équipe d'Angleterre des moins de 20 ans pour le Tournoi des Six Nations des moins de 20 ans 2021. Il joue les deux dernier matchs du tournoi que son pays remporte en réalisant le Grand Chelem. Il est de nouveau sélectionné pour cette compétition l'année suivante en 2022, et est nommé capitaine de l'équipe,.
En février 2024, il est retenu en équipe d'Angleterre A pour participer à un match amical face au Portugal. Il est titularisé dans cette rencontre remportée 91-5 par son pays,. Puis, au mois de mai, il est sélectionné pour la première fois avec le XV de la Rose par Steve Borthwick pour un camp d'entraînement.

## Palmarès

### En club
- Harlequins
  - Vainqueur du Championnat d'Angleterre en 2021.

### En équipe nationale
- Angleterre -20
  - Vainqueur du Tournoi des Six Nations des moins de 20 ans en 2021 (Grand Chelem).

### Distinctions personnelles
- Membre de l'équipe type du Championnat d'Angleterre en 2024.